# Umbria

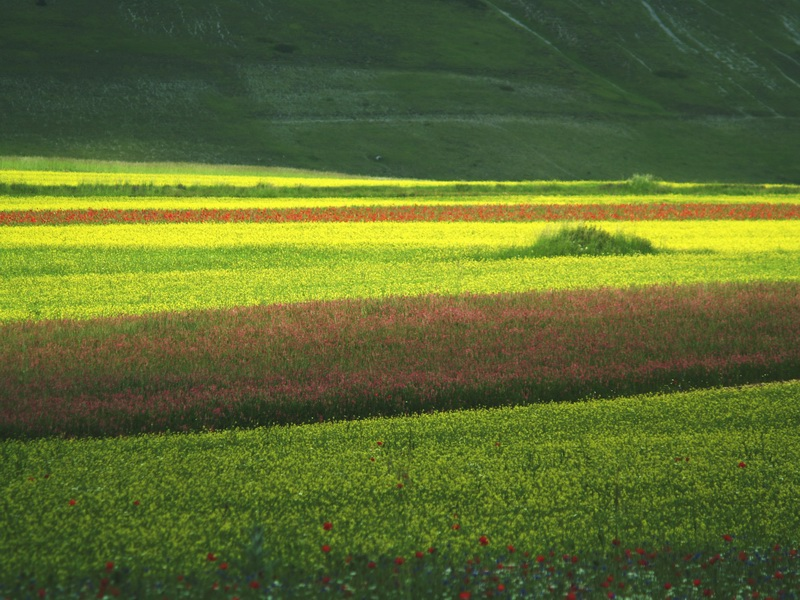
Imagine de langa Norcia

Umbria este o regiune deluroasă în Italia centrală, împărțită în provinciile Perugia și Terni. Regiunea este denumită după tribul Umbri, care locuiau regiunea în secolul VI î.Hr.. Limba lor era umbriana, o rudă a limbii latine.

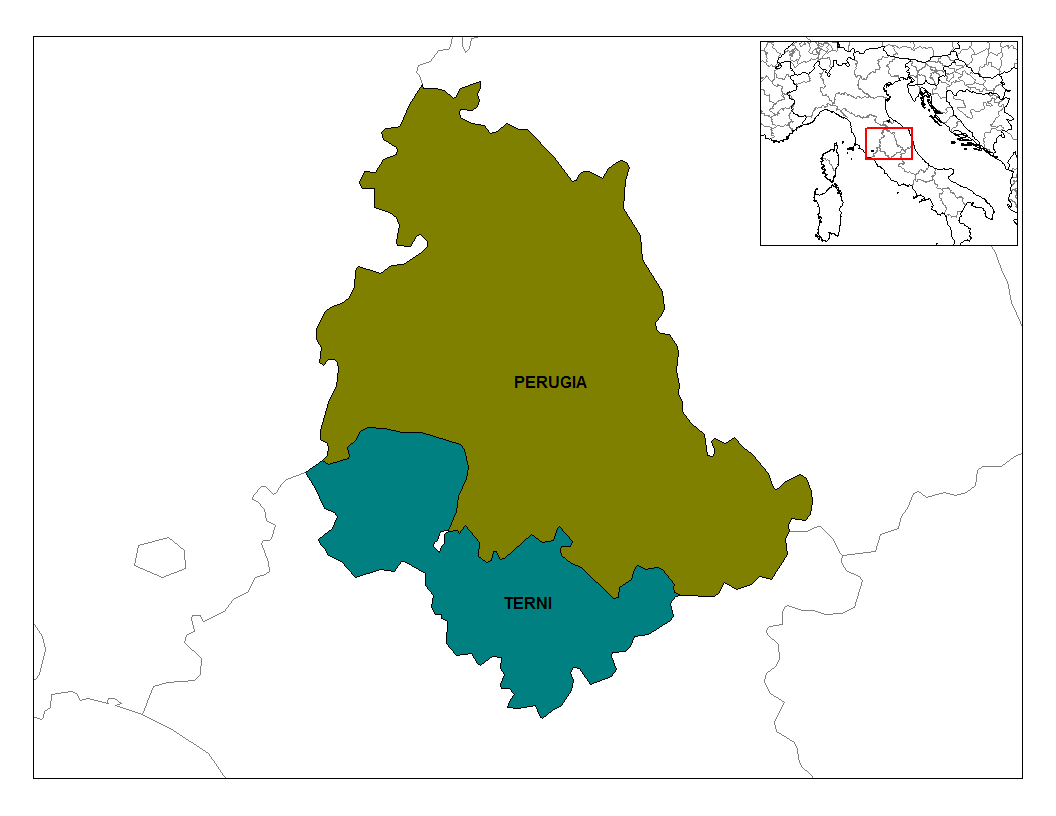
Provinciile regiunii Umbria

Orașe mari:
- Perugia
- Assisi
- Orvieto
- Gubbio
- Terni
- Spoleto
- Castiglione del Lago

Orașe mici:
- Bevagna